# فرودگاه آبی هادسون
فرودگاه آبی هادسون (به انگلیسی: Hudson Water Aerodrome) یک فرودگاه همگانی است که یک باند فرود آب دارد. این فرودگاه در کشور کانادا قرار دارد و در ارتفاع ۳۵۷ متری از سطح دریا واقع شده‌است.